# Mel Johnson Jr.
Mel Johnson Jr. est un acteur et producteur américain.
Il est plus particulièrement connu pour son rôle de Benny, un chauffeur de taxi mutant, dans le film Total Recall. Il a aussi tenu le rôle de Broca, un cardassien dans Star Trek : Deep Space Nine.

## Filmographie
- 1990 : Murder by Numbers
- 1990 : Total Recall
- 2004 : In the Shadow of the Cobra